# Eupterote anthereata
Eupterote anthereata är en fjärilsart som beskrevs av Walker 1865. Eupterote anthereata ingår i släktet Eupterote och familjen Eupterotidae. Inga underarter finns listade i Catalogue of Life.